# Vân mộc hương
Vân mộc hương còn gọi là thanh mộc hương, quảng mộc hương, mộc hương bắc, hay ngắn gọn là mộc hương (tên khoa học: Saussurea costus) là một loài thực vật có hoa trong họ Cúc. Loài này được (Falc.) Lipsch. miêu tả khoa học đầu tiên năm 1964.